# 輝格黨 (美國)
輝格黨（英語：Whig Party）是美國一個已消失的政黨，1833年至1856年間持續運作，反對安德魯·傑克森總統及其民主黨所訂立的政策。具體的說，輝格黨擁護國會立法權高於總統內閣的執行權，贊同現代化與經濟發展綱領。該黨自選「輝格」為名，主要是附和反對英國王室君主專權的輝格黨，以象徵反對總統專權獨斷。
輝格黨黨員中有許多傑出的全國性政治人物，如丹尼爾·韋伯斯特與威廉·亨利·哈里森，以及卓越的領導者，肯塔基的亨利·克萊。包括哈里森在內，輝格黨可以數出數名戰爭英雄，如贊崔利·泰勒與溫菲爾德·史考特。在輝格黨時期曾任眾議員的亞伯拉罕·林肯也是輝格黨黨員。
在其存續的26年間，輝格黨有四名美國總統，威廉·亨利·哈里森（1841年）、約翰·泰勒（1841－1845）、扎卡里·泰勒（1849－1850）與米勒德·菲爾莫爾（1850－1853）；其中哈里森和扎卡里·泰勒皆逝於任內，而約翰·泰勒在繼任哈里森之總統職四個月就遭開除黨籍。
最終該黨因是否同意奴隸制度擴展至新領土之爭而瓦解，黨內為此爭議生極深的裂痕，因而於1852年總統選舉中棄時任總統菲爾莫爾於不顧，改提名史考特參選，自此輝格黨未曾再產生出任何一位總統，票源流失至主張保護本土文化的一無所知黨、反對蓄奴的共和黨、甚至是其憎恨的民主黨。不少輝格黨員轉投共和黨，其中林肯在1860年總統選舉當選總統，繼承了它的政治地位。

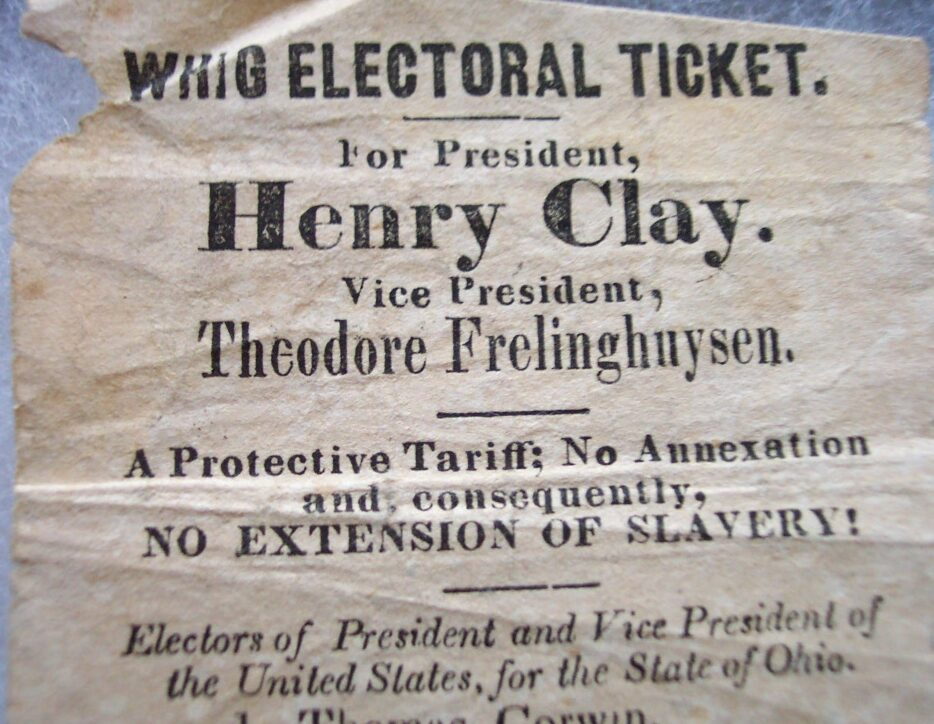
Handbill for Clay-Frelinghuysen, 1844

## 建黨起源與政策

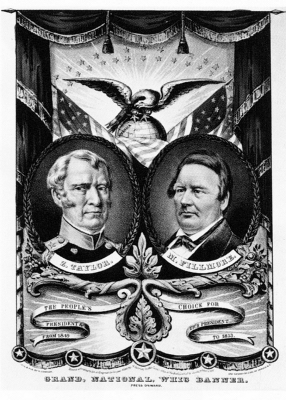
輝格黨1848年總統大選的旗幟。輝格黨總統和副總統候選人為扎卡里·泰勒和米勒德·菲尔莫尔。

輝格黨於1833年冬天至1834年之間，由前民主共和黨與国家共和党兩黨黨員如亨利·克萊與約翰·昆西·亞當斯等，以及南方的州權擁護者如威利·頗森·緬甘（Willie Person Mangum）等共組。在建黨之初，輝格黨僅因反對安德魯·傑克森總統之政策而協同一致，特別是對其不經國會同意即自合眾國第二銀行結清政府款項感到不滿。在拒行聯邦法危机（nullification crisis）中，因傑克森總統以民族主義反對南卡羅來納而深受冒犯的南方人如約翰·泰勒等亦受輝格黨所吸引。輝格黨矢言維護國會至上之地位，以反對『安德魯大帝』（“King Andrew”）之施政；黨名因此取自反對君權而支持英國國會掌政的英國輝格黨。輝格黨認為傑克森總統行為反動，為反對社會、經濟、道德三項現代化的危險人物。由於傑克森整肅異己、否決境內改進、又摧毀合眾國央行，驚慌不安的地方菁英人士開始反擊。他們主張，美國國會，而非美國總統，代表美國人民之意願。在控制參議院一段時間後，傑克森的政敵們通過譴責案，通令譴責傑克森以行政權傲慢地僭越國會所代表的真實民意（此案後遭刪除）1830年代的爭議核心為合眾國第二銀行，在歷經1832年總統選舉的亨利·克萊以及1836年總統選舉多名候選人的混戰後，反對者終於在1840年團結一致支持孚眾望的威廉·亨利·哈里森將軍，證明全國性的輝格黨足以贏得大選。
輝格黨在經濟政策上立場一致，頌揚克萊「美式經濟體制」（American System）的願景，即政府支持下的現代化市場導向經濟，而教育與貿易將重於勞力與地權。輝格黨尋求以保護性關稅快速促進工業化、由新央行所主導的商業導向貨幣政策、及以公地放領募款進行的「境內改進」大計─尤其是道路與運河系統。輝格黨同時也發起支持創立公立學校、私立學院、慈善機構、以及文化團體。
反過來説，民主黨遵循傑佛遜人之平等農業社會的理想，建議以傳統農場生活使共和政體保持簡樸，認為現代化將受足以推翻民主的強力富裕階級所威脅。民主黨意欲美國秉持昭昭天命開疆拓土，而輝格黨之願景則大不相同：以增加多層次的複雜性，如銀行、工廠、鐵路等，來深化社會經濟體系。一般說來，民主黨於制訂中央政策上較為成功，而輝格黨在通過州府層級的運河與鐵路等現代化的建設案上較有成就。

## 政黨結構
因摒棄組織緊密的民主黨式慣性政黨效忠，輝格黨始終受派系之爭所苦。另一方面，輝格黨擁有一流的新聞網路作為境內資訊體系，而其領袖為強而有力的紐約論壇之主筆荷瑞斯·葛雷利。在其全盛時期，1840年代，輝格黨曾因製造業發達的東北部與邊境各州之強力支持而贏得49%的州長選舉。然而隨著事態之發展，民主黨增長快速，而輝格黨於越來越多次的地方選舉中以微小差距落敗。在票數接近的1844年總統選舉後，民主黨廣佔優勢，而輝格黨僅能靠對手分裂來贏得全國性大選。部分是由於西部各州與愛爾蘭天主教徒及德裔移民之政治重要性漸增，而他們多傾向於支持民主黨。
輝格黨在社會經濟範疇贏得全面勝利，但對專業人士較具吸引力。銀行家、股票經紀、工廠經營者、富農、與大農場主大幅支持輝格黨（南方北卡羅來納的大農場主除外，他們通常較支持民主黨）。一般來說，商業與製造業興盛的市鎮與區域擁戴輝格黨，民主黨的鐵票區則在各愛爾蘭天主教區及德裔移民社區。民主黨人通常揶揄輝格黨做作的貴族氣派以對窮人凸顯自身的主張。支持輝格黨的階級同時也因基督教的復興而注入道德成份，以道德主義攻擊多項人、事、物（如受禁酒呼籲所影響者），以在民主黨內尋求庇護。

## 建黨初期
1836年總統選舉前，輝格黨並未成立有效的組織以推舉出單一的全國性候選人，於是由各候選人自行從事競選活動：威廉·亨利·哈里森在北方各州、休·勞森·懷特在南方州、而丹尼爾·韋伯斯特則在家鄉麻薩諸塞州，希望各輝格黨籍候選人可累積足夠的選舉人團票數以打破马丁·范布伦的過半數支持。依美國憲法規定，在這種情況下，選舉應轉由美國眾議院進行。於是眾議院中佔優勢的輝格黨員即可選出最孚眾望的輝格黨籍候選人當選總統。此一策略未能奏效，但在將當年的副總統選舉轉入美國參議院中發揮了作用。
1839年，輝格黨首次召開全國性會議並提名威廉·亨利·哈里森為總統候選人。哈里森因1837年經濟大恐慌與其後的大蕭條而得以極大的差距挫敗凡伯倫連任的企圖而獲勝。哈里森任職總統僅31天便去世，成為第一位逝於任內的美國總統；其後由來自維吉尼亞的州權至上論者約翰·泰勒繼位。他於1841年否決自己政黨所提出的經濟法案，並因此被開除黨籍。輝格黨的內鬥與全國持續的復甦使該黨激進的經濟計畫不再令人感到事關重大，終於導致1842年國會選舉中災難性的結果。泰勒任命不少民主黨和輝格黨員進入內閣。

## 短暫的黃金時期
1844年，輝格黨開始恢復元氣，再次提名亨利·克萊參選（克萊于1832年及1840年兩度參選，在1840年黨內初選敗給哈里森）。克萊以極小的差距敗於民主黨候選人詹姆斯·波爾克，其西向擴張（尤其是兼併德克薩斯州）與自由貿易政策大勝克萊的保護主義政策以及對兼併的質疑。輝格黨人不分南北強烈反對美墨戰爭（包含輝格黨籍國會眾議員亞伯拉罕·林肯在內），視其為毫無原則的土地霸佔行為，但因1846年的威爾莫特但書（Wilmot Proviso）而意見分裂。1848年，輝格黨因提名克萊或推行黨的經濟政策都成功無望，於是選擇美墨戰爭英雄贊崔利·泰勒且不採納任何黨綱。泰勒大勝民主黨候選人路易斯·凱斯及反對蓄奴的自由之土黨（Free Soil Party）所提名的前總統馬丁·凡·勃倫。凡勃倫在紐約州分散了民主黨的選票，使輝格黨贏得該州；然而自由之土的黨員們也讓輝格黨於中西部數州付出代價。
泰勒若是活得夠久，很可能提早十年引爆內戰。他強烈反對1850年協議，堅決加利福尼亞州為非蓄奴州，並宣告將以軍事行為防止各州脫離聯邦。1850年7月4日，泰勒染上嚴重消化不良（可能因斑疹傷寒或霍亂所致）。五日後，他成為第二位逝於任內的美國總統。副總統米勒德·菲尔莫尔於繼位後，支持1850年協議。

## 垂死掙扎
1850年協議使贊成與反對蓄奴的輝格黨員分裂，而反對蓄奴者之力足以阻止菲爾摩於1852年獲得黨內提名。輝格黨企圖重演先前的勝利，提名甚孚眾望的溫菲爾德·史考特將軍，卻敗於民主黨的富蘭克林·皮爾斯。民主黨於此次選舉中可稱大勝：皮爾斯於31州中贏了27州，包含史考特的家鄉維吉尼亞州。俄亥俄州的輝格黨籍眾議員路易斯·坎伯為此敗心煩意亂，呼號道：「我們完蛋了，這個黨死到不能再死了！」越來越多的政治人士體認到該黨難以翻身。例如伊利諾州政治領袖亞伯拉罕·林肯脫黨重執律師業。
1854年的堪薩斯-內布拉斯加法案引爆這樣的想法。南方的輝格黨人逐漸轉向支持該法案，而北方的輝格黨人持續強烈反對。剩下的輝格黨人，大部份成員如林肯等人加入了新成立的共和黨，共和黨強力抨擊該法案，訴諸北方因該法案實質撤銷密蘇里協議而導致的群情激憤。另有些輝格黨人受一無所知黨反對「腐化」愛爾蘭裔與德裔，保護本土文化的聖戰所吸引，而於1854年加入該黨。在南方，許多輝格黨人成為無黨籍人士，後於1855年至1859年間支持由一無所知黨所改組的美國人黨（American Party）。若干輝格黨人於1856年支持菲爾摩，他於三個月後宣佈放棄本土論述，接受美國人黨提名參選，對抗有引起內戰危險的共和黨提名人約翰·佛瑞曼。據史家分析，菲爾摩的支持者中，86%來自南方於1852年支持輝格黨的民意；他僅有13%的支持者來自北方，但已足夠於賓夕凡尼亞州將共和黨自頂端拉下。此後，當時的觀察家皆預言共和黨將於北方取勝，而無人對萎縮的老政黨有任何期盼且自1856年後，再也見不到任何輝格黨的組織。
1860年美國總統選舉，許多未加入共和黨的前輝格黨人再組宪法联盟党，僅提名全國性公職之候選人。該黨在懼生內戰之邊境各州擁有不容輕視的力量。其候選人约翰·贝尔在這場引發美國內戰的四人競逐中排名第三。領先二人為共和黨的亞伯拉罕·林肯與南方民主黨的約翰·布瑞肯里奇，北方民主黨的史蒂芬·道格拉斯則排名第四，選舉結果由共和黨人林肯成功當選。在戰爭末期及戰後重建時期時代，有些前輝格黨人企圖於南方再次組合並自稱「保守派」，尋求與北方的前輝格黨人重新聯繫，但他們很快地便被民主黨所吞没。

## 輝格黨籍總統
美国总统，括弧內為在任期間。
1. 威廉·亨利·哈里森（1841年）
2. 约翰·泰勒（註）（1841年至1845年）
3. 扎卡里·泰勒（1849年至1850年）
4. 米勒德·菲尔莫尔 （1850年至1853年）

註：泰勒雖以輝格黨籍的身份當選美國副總統，其政策很快地於黨內各項議案中遭到反對，並於1841年任職後數月，即遭正式開除黨籍。另外前總統约翰·昆西·亚当斯以民主共和黨籍的身份當選總統，後又以輝格黨籍的身份成為美國眾議員。

## 外部連結
- 輝格黨1844年黨綱
- 輝格黨1848年黨綱
- 輝格黨1852年黨綱